# Římskokatolická farnost Heřmaň u Písku
Římskokatolická farnost Heřmaň u Písku je územním společenstvím římských katolíků v rámci píseckého vikariátu českobudějovické diecéze.

## O farnosti

### Historie
Heřmaň patřila do majetku Vyšehradské kapituly v Praze. Středověká plebánie zanikla za třicetileté války a Heřmaň byla přifařena k Bílsku. Samostatná farnost byla obnovena v roce 1853.

### Současnost
Farnost je administrována ex currendo z Protivína.
| Kostel                             | Místo      | Bohoslužba             | Bohoslužba             | Poznámka     |
| ---------------------------------- | ---------- | ---------------------- | ---------------------- | ------------ |
| Kaple sv. Jana Nepomuckého         | Budičovice | neslouží se pravidelně | neslouží se pravidelně | obecní kaple |
| Kostel sv. Jiljí                   | Heřmaň     | neděle                 | 16.00                  | farní kostel |
| Kaple Panny Marie ustavičné pomoci | Skály      | neslouží se pravidelně | neslouží se pravidelně | obecní kaple |
| Kaple Korunování Panny Marie       | Štětice    | neslouží se pravidelně | neslouží se pravidelně | obecní kaple |